# Льера-де-Каналес
Льера-де-Каналес (исп. Llera de Canales) — посёлок в Мексике, штат Тамаулипас, административный центр муниципалитета Льера. Численность населения, по данным переписи 2010 года, составила 4148 человек.

## Общие сведения
Поселение было основано 25 декабря 1748 года первым губернатором провинции Новый Сантандер в Новой Испании — Хосе Эскандоном, и назвал его в честь своей жены доньи Марии Хосефы де ла Льеры. Позднее к названию было добавлено Каналес — в честь генерала Сервандо Каналеса.
В 1877 году потомки племени janambres штурмом взяли здание мэрии.